# لیپنو، شهرستان لیپنو
لیپنو (به لاتین: Lipno) یک شهرک در لهستان است که در شهرستان لیپنو واقع شده‌است.

## خصوصیات
لیپنو ۱۰٫۹۹ کیلومترمربع مساحت و ۱۴٬۷۹۱ نفر جمعیت دارد.